# Pindères
Pindères est une commune du Sud-Ouest de la France, située dans le département de Lot-et-Garonne, en région Nouvelle-Aquitaine.

## Géographie

### Localisation
Commune située dans les landes de Lot-et-Garonne en pays de Lugues, sur l'ancienne ligne ferroviaire Marmande-Mont-de-Marsan. Elle est limitrophe du département de la Gironde.
La commune se trouve à 55 km à l'ouest - nord-ouest d'Agen, chef-lieu du département, à 32 km au nord-ouest de Nérac, chef-lieu d'arrondissement et à 9,5 km au nord de Houeillès, ancien chef-lieu de canton. Les distances orthodromiques sont respectivement de 47,9 km pour Agen, 29 km pour Nérac et 8,5 km pour Houeillès.

### Communes limitrophes
Les communes limitrophes sont Beauziac, Sauméjan, Lartigue, Saint-Michel-de-Castelnau, Allons, Casteljaloux, Pompogne et Saint-Martin-Curton.
| Saint-Martin-Curton                 | Beauziac | Casteljaloux |
| Saint-Michel-de-Castelnau (Gironde) | Pindères | Pompogne     |
| Lartigue (Gironde), Allons          | Sauméjan |              |

### Climat
Pour des articles plus généraux, voir Climat de la Nouvelle-Aquitaine et Climat de Lot-et-Garonne.
Historiquement, la commune est exposée à un climat océanique aquitain.  
En 2020, Météo-France publie une typologie des climats de la France métropolitaine dans laquelle la commune est exposée à un climat océanique et est dans la région climatique Aquitaine, Gascogne, caractérisée par une pluviométrie abondante au printemps, modérée en automne, un faible ensoleillement au printemps, un été chaud (19,5 °C), des vents faibles, des brouillards fréquents en automne et en hiver et des orages fréquents en été (15 à 20 jours).
Pour la période 1971-2000, la température annuelle moyenne est de 12,7 °C, avec une amplitude thermique annuelle de 14,5 °C. Le cumul annuel moyen de précipitations est de 876 mm, avec 11,3 jours de précipitations en janvier et 6,9 jours en juillet. Pour la période 1991-2020, la température moyenne annuelle observée sur la station météorologique la plus proche, située sur la commune de Saint-Martin-Curton à 7 km à vol d'oiseau, est de 13,7 °C et le cumul annuel moyen de précipitations est de 867,2 mm,. Pour l'avenir, les paramètres climatiques de la commune estimés pour 2050 selon différents scénarios d’émission de gaz à effet de serre sont consultables sur un site dédié publié par Météo-France en novembre 2022.

## Urbanisme

### Typologie
Au 1er janvier 2024, Pindères est catégorisée commune rurale à habitat très dispersé, selon la nouvelle grille communale de densité à sept niveaux définie par l'Insee en 2022.
Elle est située hors unité urbaine. Par ailleurs la commune fait partie de l'aire d'attraction de Casteljaloux, dont elle est une commune de la couronne,. Cette aire, qui regroupe 14 communes, est catégorisée dans les aires de moins de 50 000 habitants,.

### Occupation des sols

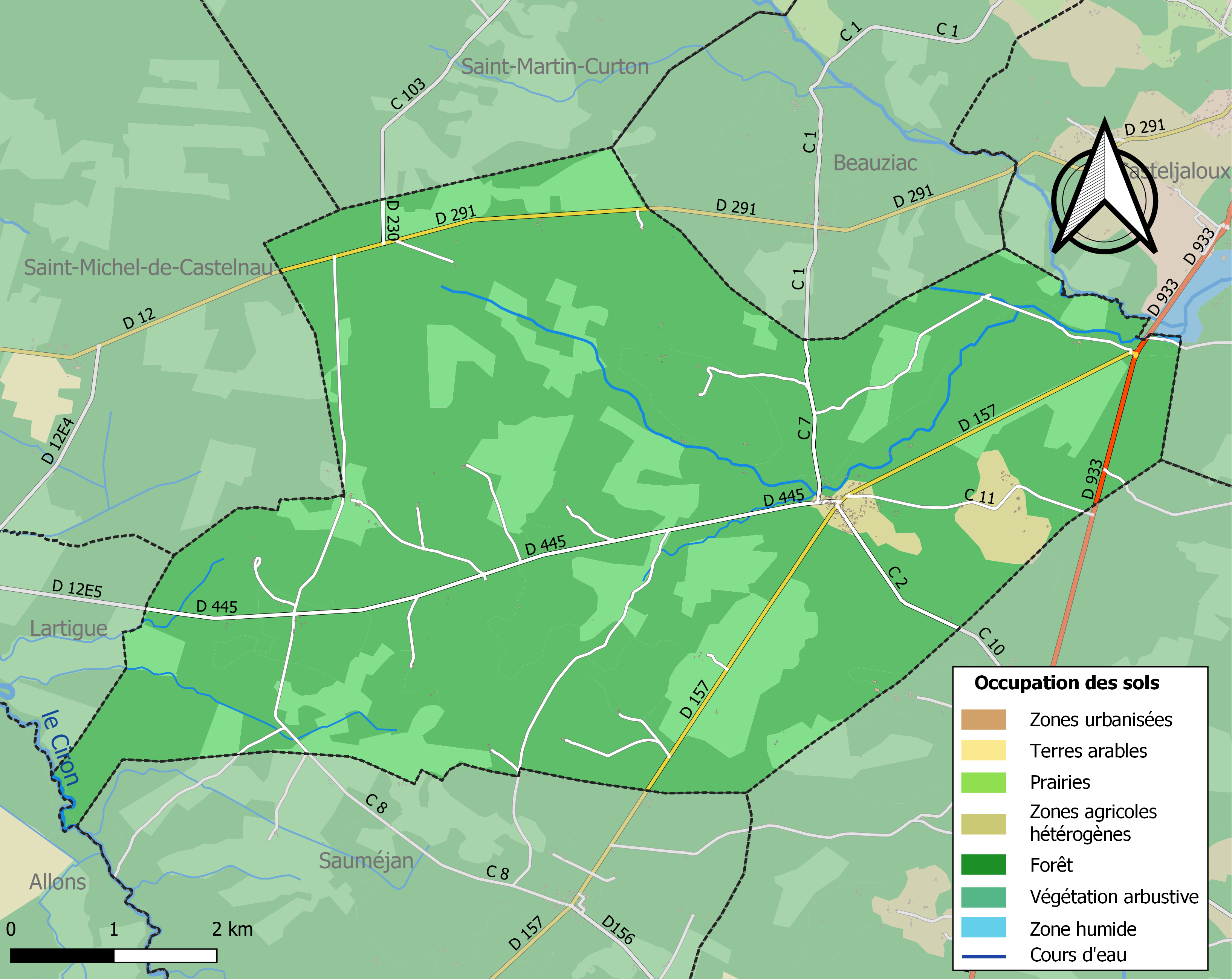
Carte des infrastructures et de l'occupation des sols de la commune en 2018 (CLC).

L'occupation des sols de la commune, telle qu'elle ressort de la base de données européenne d’occupation biophysique des sols Corine Land Cover (CLC), est marquée par l'importance des forêts et milieux semi-naturels (97,8 % en 2018), une proportion sensiblement équivalente à celle de 1990 (97,9 %). La répartition détaillée en 2018 est la suivante : 
forêts (78,3 %), milieux à végétation arbustive et/ou herbacée (19,5 %), zones agricoles hétérogènes (2,2 %). L'évolution de l’occupation des sols de la commune et de ses infrastructures peut être observée sur les différentes représentations cartographiques du territoire : la carte de Cassini (XVIIIe siècle), la carte d'état-major (1820-1866) et les cartes ou photos aériennes de l'IGN pour la période actuelle (1950 à aujourd'hui).

### Voies de communication et transports
- Routes départementales D 157 et D 445 ;
- Autoroutes A62 et A65 ;
- Gare d'Aiguillon.

### Risques majeurs
Le territoire de la commune de Pindères est vulnérable à différents aléas naturels : météorologiques (tempête, orage, neige, grand froid, canicule ou sécheresse), feux de forêts et séisme (sismicité très faible). Il est également exposé à un risque technologique, le transport de matières dangereuses. Un site publié par le BRGM permet d'évaluer simplement et rapidement les risques d'un bien localisé soit par son adresse soit par le numéro de sa parcelle.

#### Risques naturels
Pindères est exposée au risque de feu de forêt. Depuis le 20 avril 2016, les départements de la Gironde, des Landes et de Lot-et-Garonne disposent d’un règlement interdépartemental de protection de la forêt contre les incendies. Ce règlement vise à mieux prévenir les incendies de forêt, à faciliter les interventions des services et à limiter les conséquences, que ce soit par le débroussaillement, la limitation de l’apport du feu ou la réglementation des activités en forêt. Il définit en particulier cinq niveaux de vigilance croissants auxquels sont associés différentes mesures,.

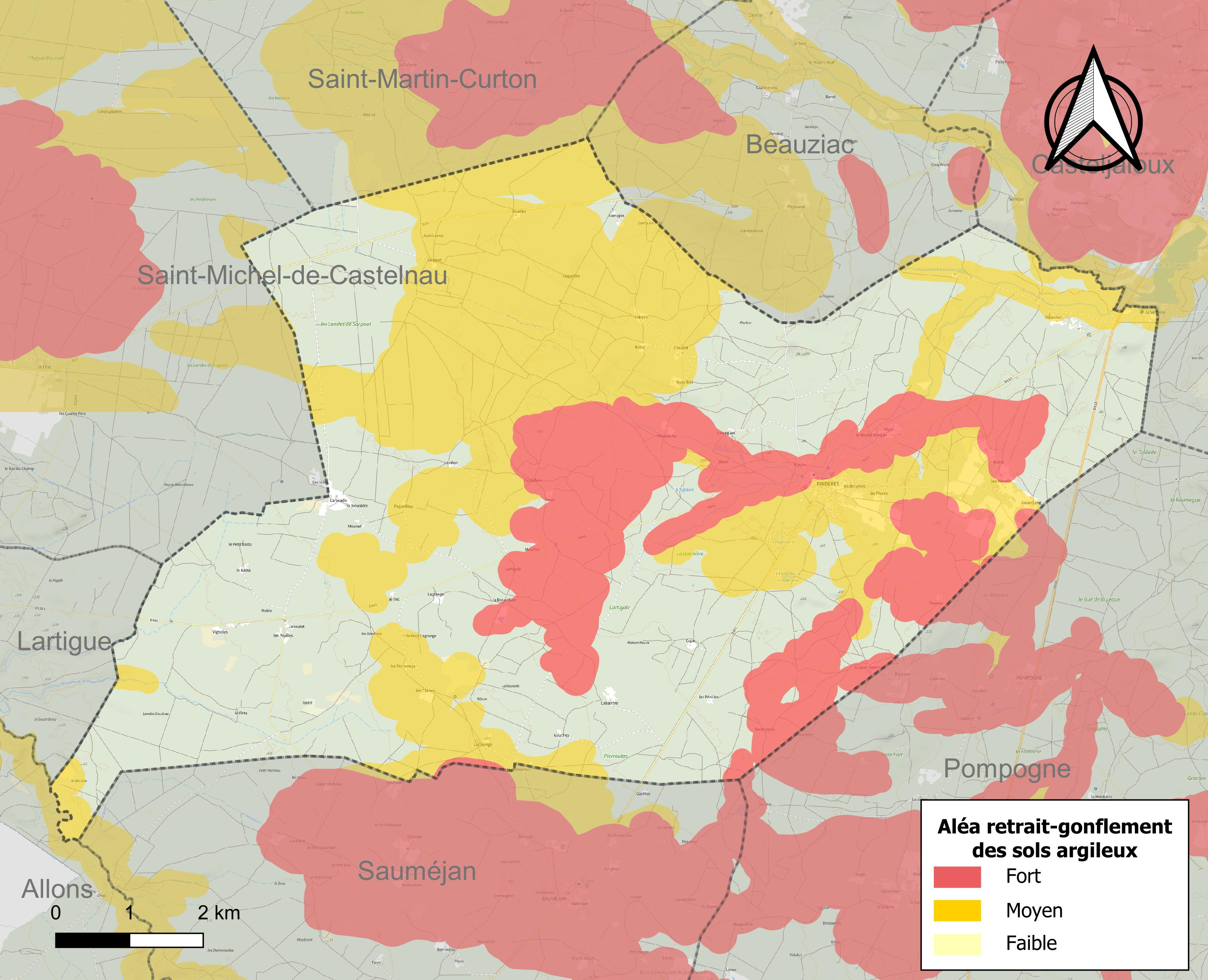
Carte des zones d'aléa retrait-gonflement des sols argileux de Pindères.

Le retrait-gonflement des sols argileux est susceptible d'engendrer des dommages importants aux bâtiments en cas d’alternance de périodes de sécheresse et de pluie. 51,7 % de la superficie communale est en aléa moyen ou fort (91,8 % au niveau départemental et 48,5 % au niveau national). Depuis le 1er octobre 2020, en application de la loi ELAN, différentes contraintes s'imposent aux vendeurs, maîtres d'ouvrages ou constructeurs de biens situés dans une zone classée en aléa moyen ou fort,.
La commune a été reconnue en état de catastrophe naturelle au titre des dommages causés par les inondations et coulées de boue survenues en 1982, 1999 et 2009 et par des mouvements de terrain en 1999

## Toponymie
Deux étymologies sont proposées pour nom de la commune Pindèras, qui est occitan :
- pinde qui désigne la « terre soulevée par la charrue »[22].
- pinèras ou *pinatária qui désigne un lieu planté de pins, avec hypercorrection en pindèras[23].

Le nom est orthographié Pindèras en gascon.
Les habitants en sont les Pindérais, pinderés en occitan.
Pindères étant en Gascogne, la plupart des lieux-dits y sont explicables par l’occitan, par exemple les Pruillès, Lasségues, Sarpout, Cazaubon, le Basta, le Tuja, le Fitta, les Téchéneys, Pagueléou...

## Politique et administration

### Liste des maires
| Période                                  | Période   | Identité         | Étiquette | Qualité                      |
| ---------------------------------------- | --------- | ---------------- | --------- | ---------------------------- |
| mars 1971                                | mars 2001 | André Plantier   | PCF       |                              |
| mars 2001                                | En cours  | Michel Darrouman |           | Retraité technico-commercial |
| Les données manquantes sont à compléter. |           |                  |           |                              |

### Politique environnementale
Dans son palmarès 2024, le Conseil national de villes et villages fleuris de France a attribué une fleur à la commune.

## Population et société

### Démographie
L'évolution du nombre d'habitants est connue à travers les recensements de la population effectués dans la commune depuis 1793. Pour les communes de moins de 10 000 habitants, une enquête de recensement portant sur toute la population est réalisée tous les cinq ans, les populations de référence des années intermédiaires étant quant à elles estimées par interpolation ou extrapolation. Pour la commune, le premier recensement exhaustif entrant dans le cadre du nouveau dispositif a été réalisé en 2004.

En 2022, la commune comptait 190 habitants, en évolution de −10,8 % par rapport à 2016 (Lot-et-Garonne : −0,18 %, France hors Mayotte : +2,11 %).
| 1793 | 1800 | 1806 | 1821 | 1831 | 1836 | 1841 | 1846 | 1851 |
| ---- | ---- | ---- | ---- | ---- | ---- | ---- | ---- | ---- |
| 597  | 587  | 421  | 409  | 669  | 515  | 550  | 550  | 659  |

| 1856 | 1861 | 1866 | 1872 | 1876 | 1881 | 1886 | 1891 | 1896 |
| ---- | ---- | ---- | ---- | ---- | ---- | ---- | ---- | ---- |
| 638  | 620  | 615  | 595  | 586  | 601  | 560  | 598  | 595  |

| 1901 | 1906 | 1911 | 1921 | 1926 | 1931 | 1936 | 1946 | 1954 |
| ---- | ---- | ---- | ---- | ---- | ---- | ---- | ---- | ---- |
| 558  | 531  | 504  | 446  | 442  | 380  | 337  | 278  | 268  |

| 1962 | 1968 | 1975 | 1982 | 1990 | 1999 | 2004 | 2006 | 2009 |
| ---- | ---- | ---- | ---- | ---- | ---- | ---- | ---- | ---- |
| 227  | 201  | 157  | 170  | 189  | 202  | 218  | 219  | 230  |

| 2014 | 2019 | 2022 | - | - | - | - | - | - |
| ---- | ---- | ---- | - | - | - | - | - | - |
| 219  | 201  | 190  | - | - | - | - | - | - |

## Culture locale et patrimoine

### Lieux et monuments
- L'église paroissiale Saint-Pierre-et-Saint-Paul, a vu sa construction commencer au XIVe siècle pour finir au XVIe siècle[31].
- La place du village, fort fleurie, réunit la majeure partie des bâtiments appartenant à la commune :
  - la mairie qui présente une façade à pans de bois,
  - la maison communale, ancien oustaù (habitat traditionnel des Landes de Gascogne) d'origine du XIVe siècle, agrandi au XVIe siècle et restauré autour des années 2000[32],
  - l'église.
- Forêt des Landes.

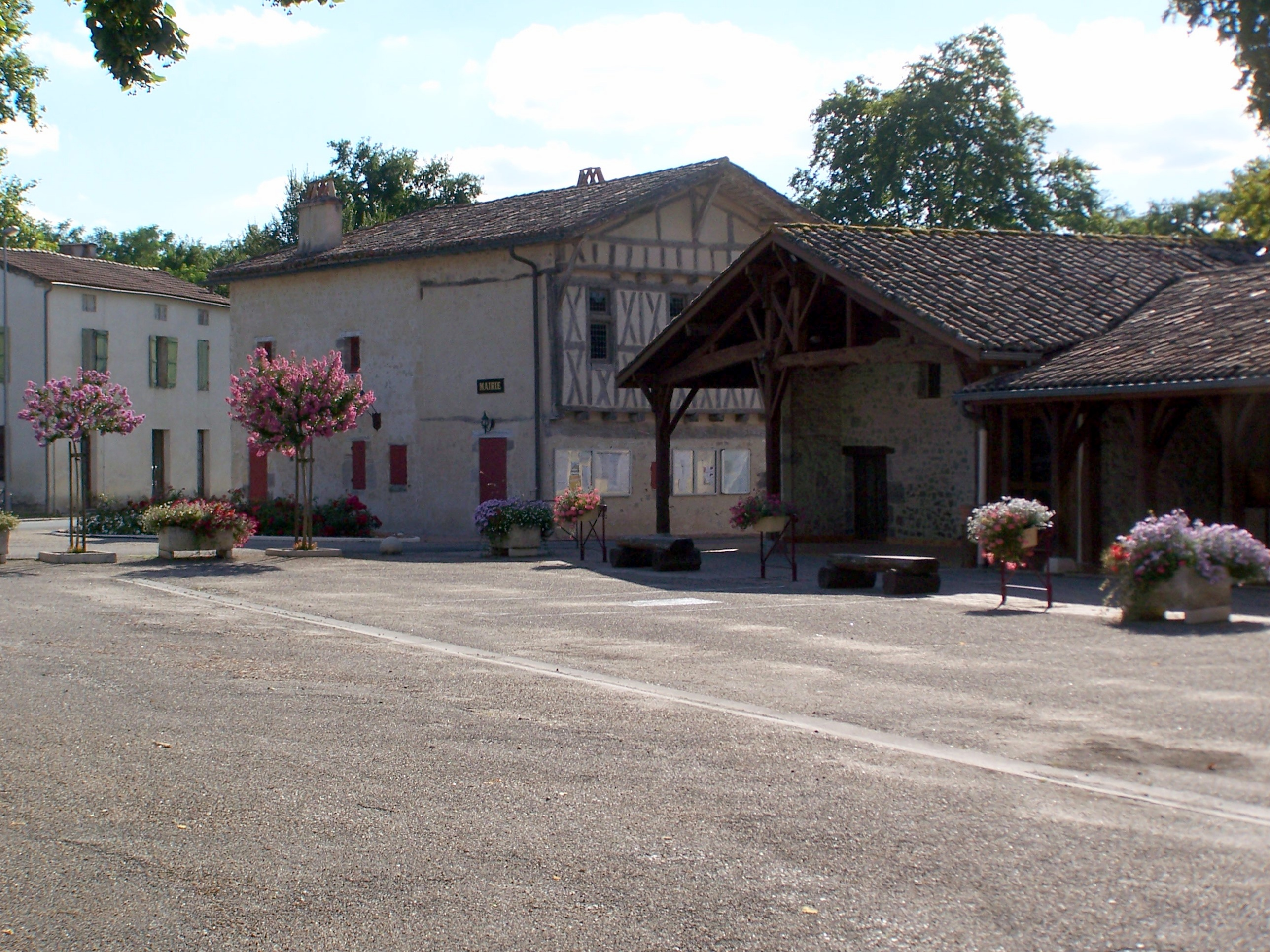
La place du village (août 2014).
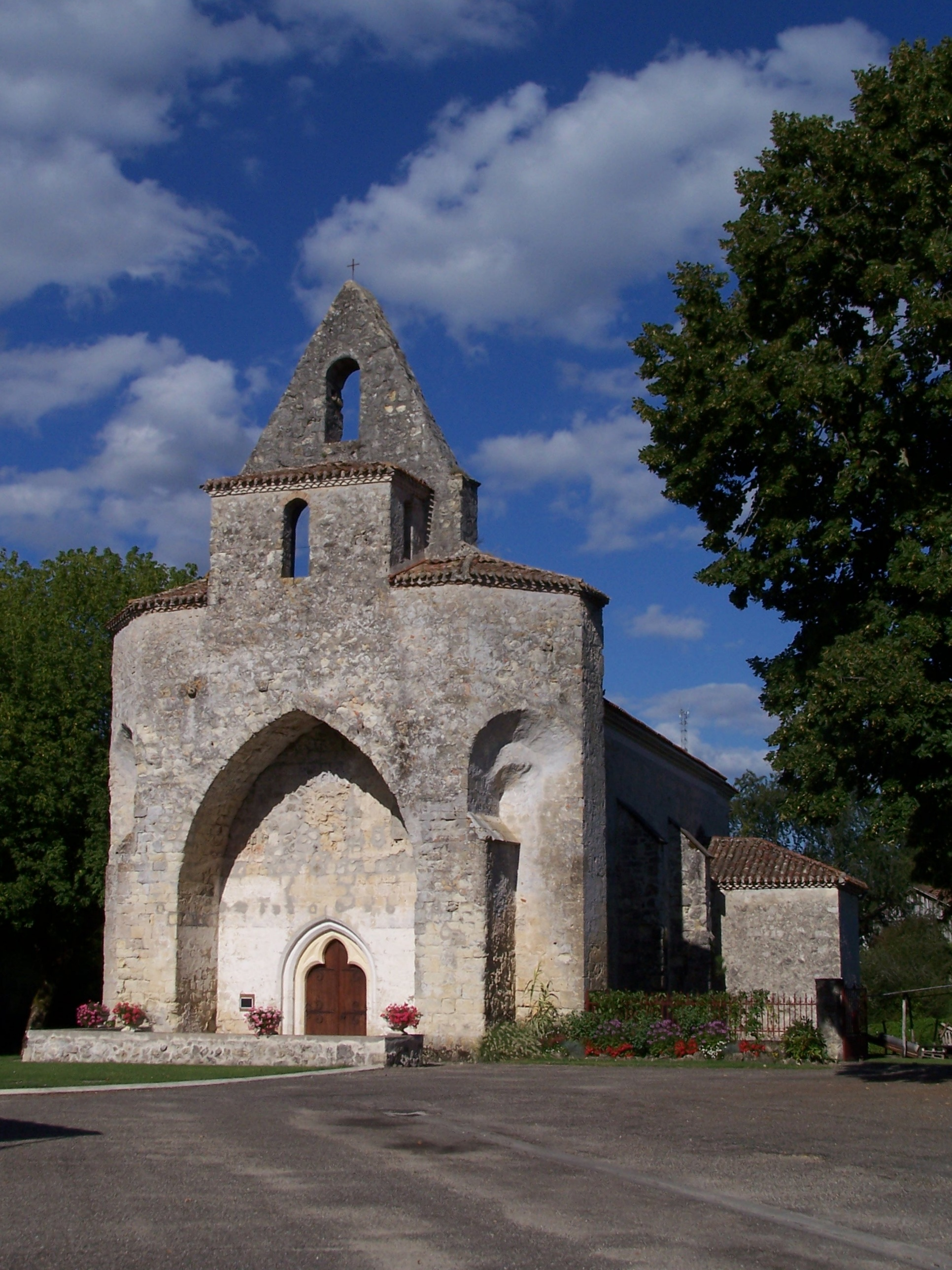
L'église Saint-Pierre-et-Saint-Paul (août 2014).
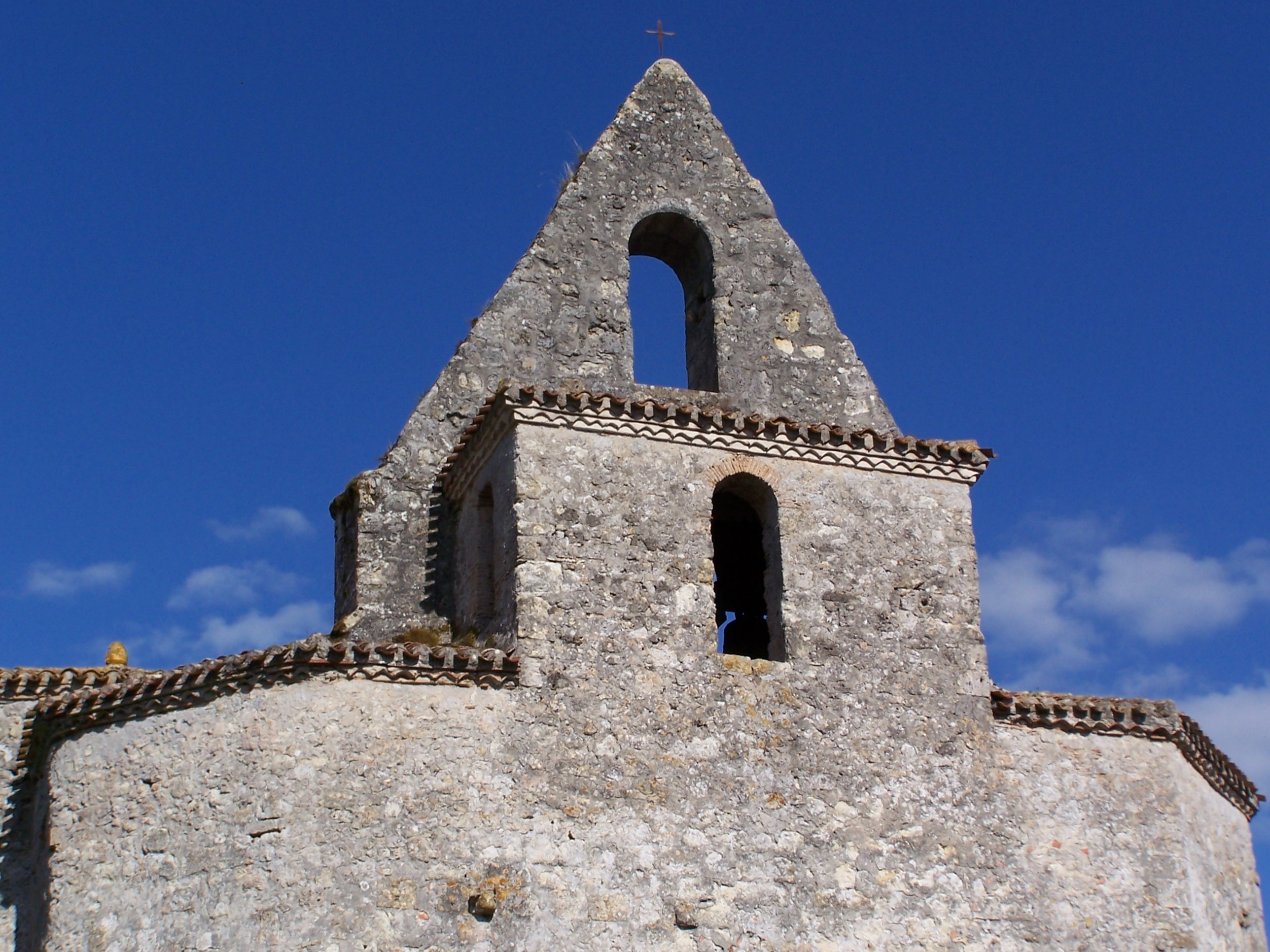
Le clocher-mur de l'église (août 2014).
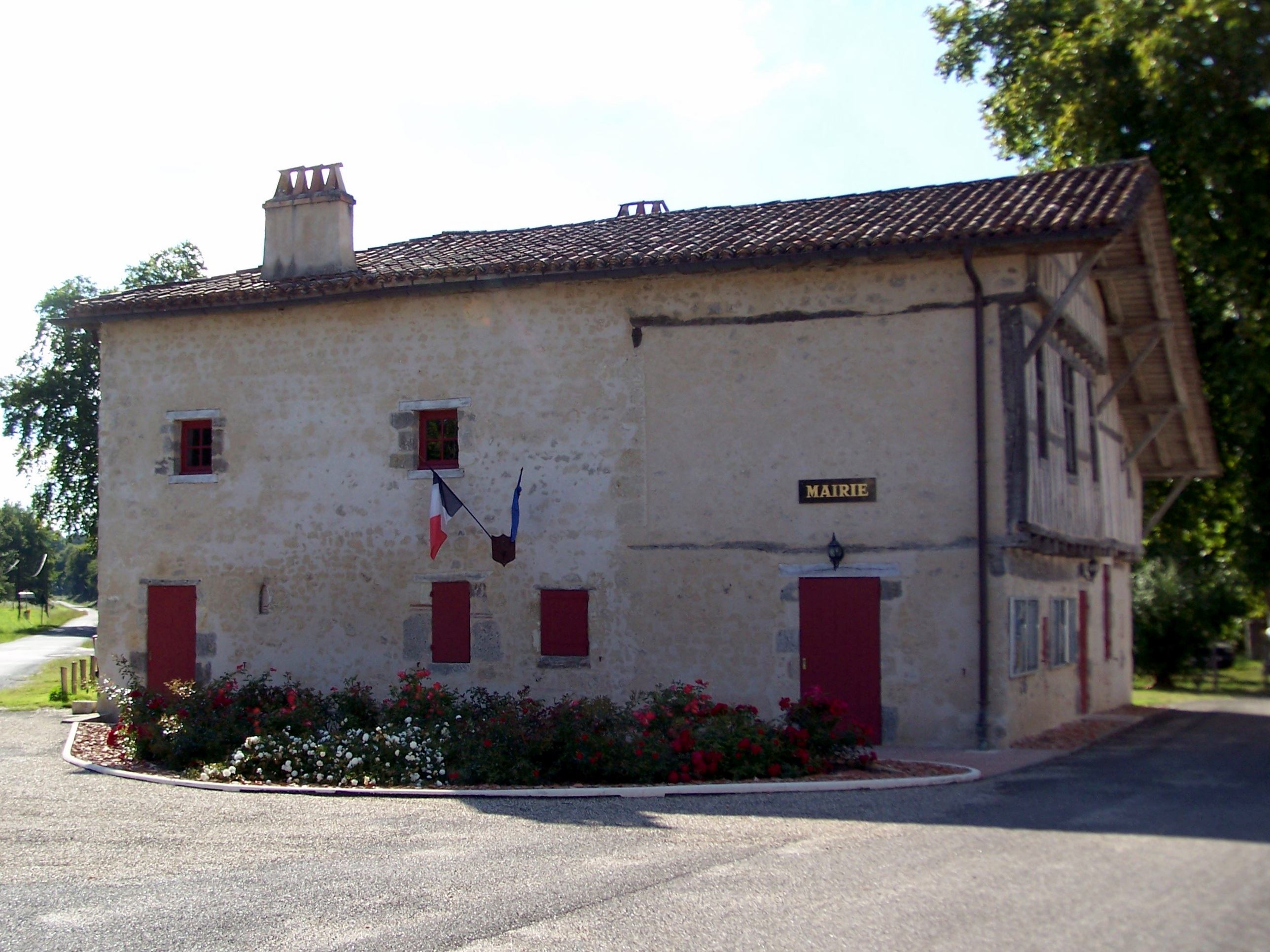
La façade « entrée » de la mairie (août 2014).
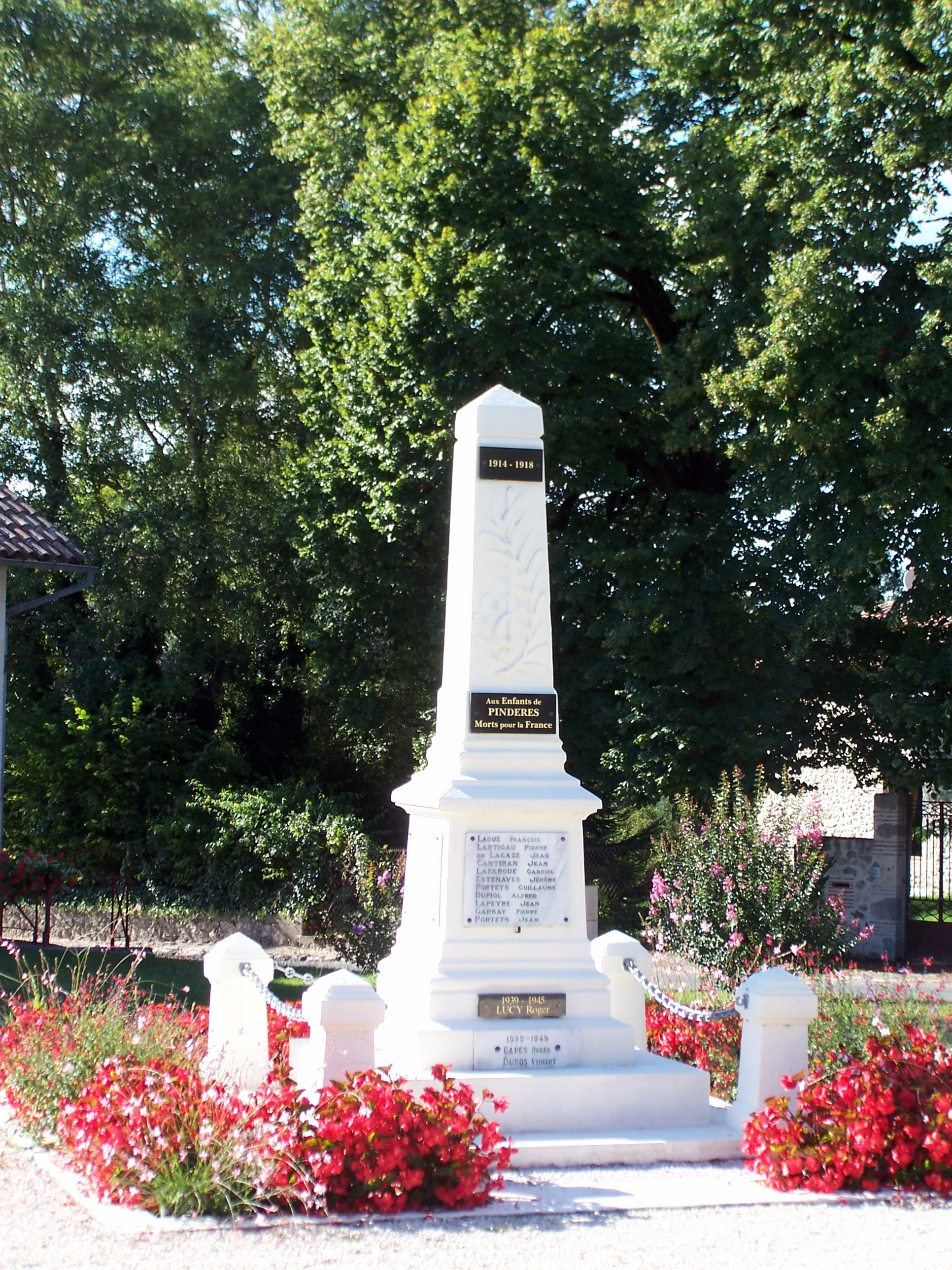
Le monument aux morts (août 2014).

### Héraldique
| Blason de Pindères | Blason  | Coupé : au 1er d'argent à trois pins coupés au naturel rangés en fasce, au 2d de gueules à deux clés d'or passées en sautoir et à une épée basse d'argent brochant sur les clés ; à la burelle ondée d'azur brochant sur la partition. |
| Blason de Pindères | Détails | Le statut officiel du blason reste à déterminer. |